# Ribnik (Kroatië)
Ribnik (tot 1918 Riburg) is een gemeente in de Kroatische provincie Karlovac.
Ribnik telt 583 inwoners (2001). De oppervlakte bedraagt 48 km², de bevolkingsdichtheid is 12,1 inwoners per km².

## Plaatsen in de gemeente
Donja Stranica, Drenovica Lipnička, Gorica Lipnička, Gornja Stranica, Gornji Goli Vrh Lipnički, Griče, Jarnevići, Jasenovica, Lipnik, Martinski Vrh, Novaki Lipnički, Obrh, Ravnica, Ribnik, Skradsko Selo, Sopčić Vrh, Veselići
Steden (gradovi): Karlovac · Duga Resa · Ogulin · Ozalj · Slunj

Gemeenten (općine): Barilović · Bosiljevo · Cetingrad · Draganić · Generalski Stol · Josipdol · Kamanje · Krnjak · Lasinja · Netretić · Plaški · Rakovica · Ribnik · Saborsko · Tounj · Vojnić · Žakanje